# Aegidienberger
Der Aegidienberger ist eine 1981 von Walter Feldmann Senior und Walter Feldmann Junior begründete neue Pferderasse, die aus einer Kreuzung von Isländer und Paso Peruano hervorgegangen ist.
Hintergrundinformationen zur Pferdebewertung und -zucht finden sich unter: Exterieur, Interieur und Pferdezucht.

## Exterieur
Der harmonisch gebaute Aegidienberger ähnelt im Aussehen stärker dem Isländer als dem Paso Peruano, entsprechend dem höheren genetischen Anteil des Isländers.
Der Aegidienberger besitzt einen trockenen und kantigen Kopf mit lebhaften Augen und vielen Ponymerkmalen. Der stark entwickelte, gerade und eher kurze Hals ist in natürlicher Aufrichtung gut aufgesetzt. Die Schulter ist zwar steil gelagert, aber gut bemuskelt. Der kaum markierte Widerrist geht in einen kurzen sowie tragfähigen Rücken mit stabiler Nierenpartie über. Die leicht abfallende Kruppe ist breit und muskulös. Das trockene und kräftige Fundament ist korrekt gestellt und besitzt nur wenig Kötenbehang. Die gut geformten Hufe sind ausgesprochen hart und abriebfest. Das Langhaar ist stark ausgeprägt.
Die Widerristhöhe des Aegidienbergers liegt bei etwa 143–153 cm.
Der Aegidienberger kommt in allen  Farben, einschließlich als Schecke, vor. Vorherrschend sind jedoch dunklere Fellzeichnungen. Großflächige Abzeichen sind nur selten zu finden.

## Gangarten
Beim Aegidienberger ist neben den drei Grundgangarten Schritt, Trab und Galopp auch der Tölt genetisch fixiert, bei manchen Rassevertretern zusätzlich noch der Passgang. Auffallend ist der hohe Kniebug. Die Hinterhand fußt energisch ab und tritt weit unter den Schwerpunkt. Des Weiteren ist noch zu erwähnen, dass Rassevertreter ausgesprochen trittsicher sind. Das Springvermögen ist nur geringfügig ausgeprägt.

## Interieur
Der Aegidienberger steht im Typ zwischen Pferd und Pony und kann daher als Kleinpferd bezeichnet werden. Vom Isländer hat er hohe Ausdauer und Widerstandsfähigkeit sowie ein lebhaftes Wesen geerbt, vom Paso Peruano das größere Stockmaß. Beide Ursprungsrassen konnten ihre Trittsicherheit mit einbringen sowie die natürliche Veranlagung zu Tölt und Pass. Auf Grund seiner großen Ausgeglichenheit eignet er sich gut als Freizeit- und Familienpferd.

## Zuchtgeschichte
1981 wurde anlässlich eines Besuches der Peruanischen Pferdemeisterschaften durch die Herren Walter Feldmann (sen. u. jun.) der Plan gefasst, durch Kreuzung der beiden Gangpferde Paso Peruano und Islandpferd eine neue Pferderasse zu züchten. Die jeweiligen Vorteile beider Rassen sollten in einem in Aegidienberg aufgelegten Rassezuchtprogramm vereint werden.

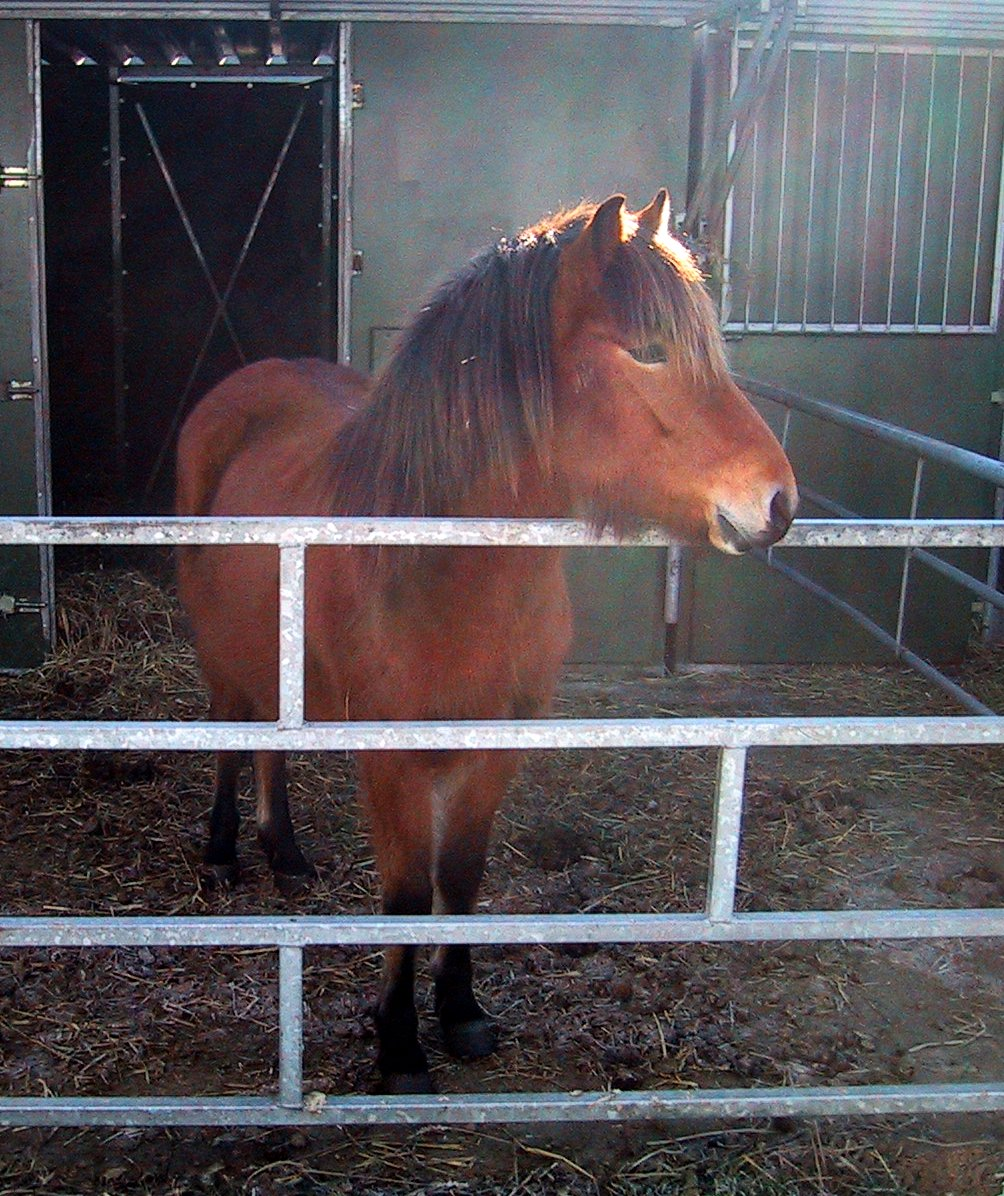

Zuchtziel war ein Gangpferd mit großer Ähnlichkeit zum Isländer, das die Geschwindigkeit des Isländers bewahrt, dabei eine Tölt- und Fundamentverbesserung, ein höheres Stockmaß und eine größere Temperaturtoleranz und die Rassegegebenheiten des Paso Peruano wie exzellente Naturtöltfähigkeit und größeres Stockmaß besitzt, ohne die Robustheit und Leichtrittigkeit des Isländers zu verlieren.

### Zuchtmethodik
Durch die Paarung eines reinen Paso-Peruano-Hengstes mit einer reinen Isländer-Stute wurde die F1-Generation geschaffen.
Diese F1-Generation wurde danach in einer Anpaarung mit einem reinen Islandpferd rückgekreuzt.
Das Ergebnis war die R1-Generation. Im folgenden Zuchtabschnitt wurde diese mit der F1-Generation angepaart. In Folge entstand das Endprodukt, eine 5/8-Kreuzung aus Islandpferden und Paso Peruanos, das über 5/8 isländisches und 3/8 peruanisches Blut verfügt.
Die Rasse wurde  anerkannt mit dem Namen Aegidienberger, der so auch im Rheinischen Pferdestammbuch und verschiedenen Zuchtverbänden eingetragen ist und ebenfalls vom Ministerium für Umwelt, Raumordnung und Landwirtschaft als eigenständige Pferderasse anerkannt wurde.

### Rassestandards
Die Kreuzung beider Rassen ergibt, wie bereits im Zuchtziel beschrieben, durch den Einfluss des Paso Peruanos ein kooperatives mittelgroßes robustes Pferd mit Anmut und Leichtigkeit, das Naturtölt zeigt und ein recht starkes Fundament hat. Als neue Kreuzungsrassen sind die Aegidienberger genetisch noch nicht absolut gefestigt. Sie haben gelegentlich Nachfahren mit schlechteren Eigenschaften, als es dem Rassestandard entspricht. Mit diesen Pferden wird nicht weitergezüchtet, sie werden aber als Reitpferde gehandelt.
Im Jahre 2004 gab es Versuche, die Zuchtlinie für Aegidienberger auch für andere Rassen zu öffnen, um sie in die Zuchtlinie einzubringen. Damit jedoch würde der gewollte 5/8 Zuchtmix aus Isländer und Paso Peruano verschwimmen, was auf Widerstand stieß.

## Bestand
2019 standen fünf Hengste und achtunddreißig Stuten im Zuchteinsatz. Der Bestand wird somit als „gefährdet“ eingestuft.